# Distretto di Rattaphum
Il distretto di Rattaphum (in thailandese: รัตภูมิ) è un distretto (amphoe) della Thailandia, situato nella provincia di Songkhla.